# Kanał Białomorsko-Bałtycki

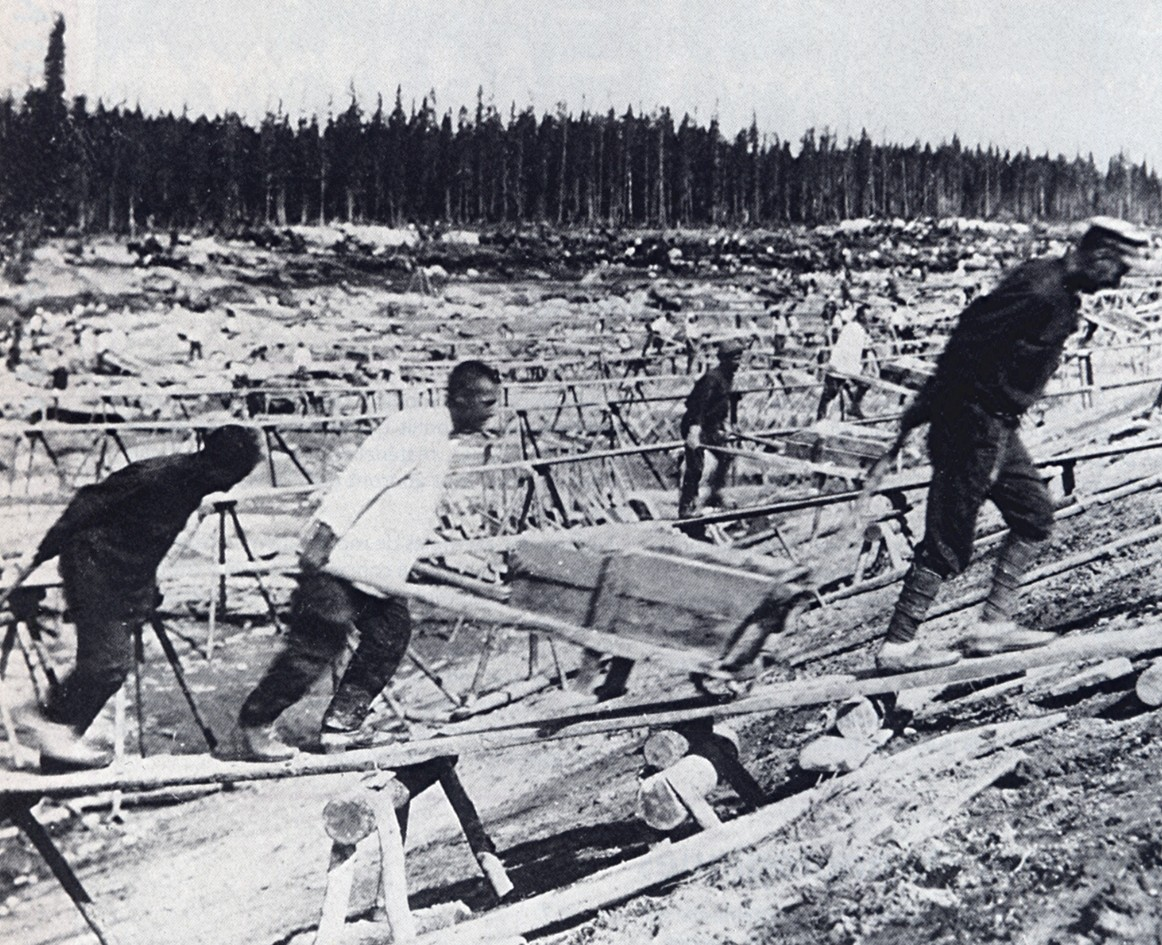
Więźniowie przy budowie Kanału, 1932

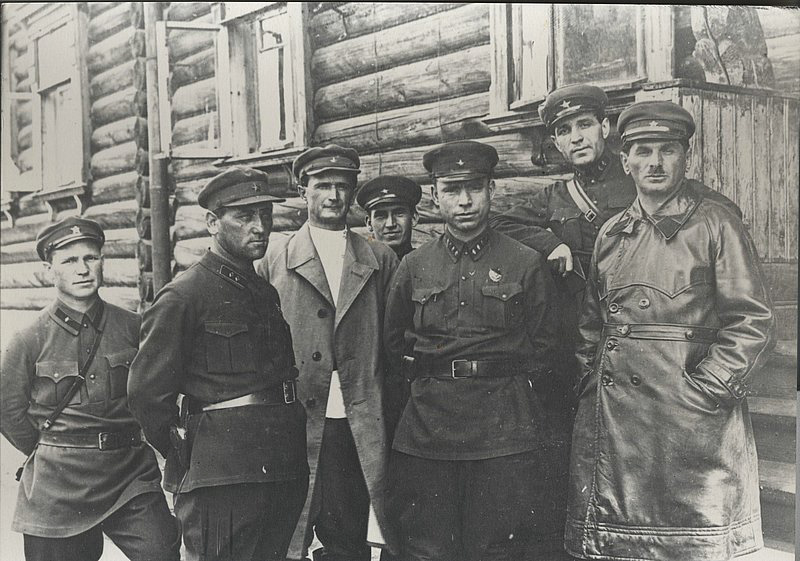
Szef robót Naftali Frenkel (po prawej), szef Gułagu Matwiej Berman (w środku) i szef budowy południowej części kanału Afanasjew (drugi od lewej)

Kanał Białomorsko-Bałtycki (ros. Беломорско-Балтийский канал, popularnie nazywany Biełomorkanał) – kanał zbudowany przez nieopłacanych więźniów politycznych ZSRR. Budowany w latach 1930–1933, łączący Morze Bałtyckie i Morze Białe.

## Historia Kanału Białomorskiego
Zbudowany w ciągu zaledwie 20 miesięcy kanał miał mieć długość 227 km, z czego 37 km trzeba było wykuć w skalnym podłożu. Zaplanowano 19 śluz, 49 tam, 15 zapór. Na rozkaz Stalina wszystko należało zbudować szybko (w ciągu 20 miesięcy) i tanio – zamiast stali i żelbetu używając drewna oraz opierając się na pracy więźniów obozów koncentracyjnych Gułagu. Przez dwadzieścia jeden miesięcy przy budowie kanału pracowało ok. 170 tys. więźniów i specprzesiedleńców. Racje żywnościowe były głodowe.
Stalin uczestniczył w otwarciu kanału 1 maja 1933. Praca tysięcy więźniów nie przyniosła wyników planowanych – kanał okazał się zbyt płytki (3,5 m głębokości), by przerzucać nim duże okręty wojenne z Bałtyku na Morze Białe, a stąd w razie potrzeby przez Ocean Arktyczny na Pacyfik. Z tego powodu kanał był używany dla celów gospodarczych – w praktyce do spławu drewna.
Długość kanału wynosi 227 kilometrów. Dzięki 19 śluzom kanał pokonuje różnicę wysokości 103 m najpierw w górę, a następnie 70 m w dół, do jeziora Onega.
Wykopano 2,5 miliona metrów sześciennych skalnego gruzu, 21 milionów metrów sześciennych ziemi. Budowniczymi kanału była armia skazańców, przede wszystkim chłopów podlegających tzw. rozkułaczaniu w dobie kolektywizacji, więźniów politycznych oraz potomków szlachty, oficerów i inteligencji. Pośród nich znaleźli się m.in. przyszły akademik Dmitrij Lichaczow, śpiewaczka Lidia Rusłanowa oraz wielu innych, w tym inżynierowie starej szkoły nie potrafiący przystosować się do „socjalistycznego systemu gospodarowania”.
W historię kanału wpisali się główni budowniczowie – inż. N.I. Chrustaliew, jego zastępca K.A. Wierzbicki, O.W. Wiaziemski (autor unikalnej konstrukcji śluzy nr 11, która, choć drewniano-ziemna, działała aż do remontu w 2010 roku), K.M. Zubrik, prof. W.N. Masłow, którzy z braku metalu zbudowali drewniane wrota śluzy, niemające odpowiednika nigdzie na świecie. Kanał powstał w warunkach braku odpowiednich materiałów, maszyn i mechanizmów – wszystko zostało wykonane ręcznie przez robotników. Czekiści, narzucając morderczo krótki termin ukończenia budowy, nie zapewnili techniki, zaopatrzenia, odzieży roboczej ani ochronnej. Jedynym „sprzętem” jakim dysponowano na początku budowy była taczka, potem samodzielnie zbudowane dźwigi. Brakowało łopat i siekier. Kolejka wąskotorowa pojawiła się dopiero w późniejszej fazie przedsięwzięcia.
Prace rozpoczęto bez gotowego projektu. Na rozkaz kopano szybko i tanio, co ograniczyło głębokość kanału do 3 m (obecnie powiększonej do 4 m), sprawiając, że stał się niedostosowany do potrzeb dużych jednostek. Nadmierny pośpiech powodował awarie i wypadki. Naruszenie zasad technologii i przedwczesne napełnienie śluzy nr 12, której wrota nie wytrzymały parcia wody, spowodowały konieczność powtórnego wykonania części prac. Od końca 1932 roku roboty trwały nieustannie 24 godziny na dobę; pracowano na 2–3 zmiany. Dla podniesienia ducha pracujących więźniów grała nawet orkiestra – również złożona z więźniów.
W maju 1933 roku kanałem przeszły pierwsze jednostki – pogłębiarka i parostatek „Czekista”. 27 czerwca podpisano akt przyjęcia nowej drogi wodnej do eksploatacji, a 2 sierpnia wyszło postanowienie SowNarKomu o otwarciu kanału i nadaniu mu imienia Stalina. Inwestycja miała być przede wszystkim demonstracją siły i sprawności władzy sowieckiej wobec własnych obywateli, nie zaś służyć praktycznym celom ekonomicznym czy choćby politycznym. W dobie polityki GPU stawianie zadań gospodarczych i terminów ich realizacji nieliczących się z rzeczywistością, a podporządkowanych jedynie celom partyjnej propagandy, było zjawiskiem powszechnym.
W roku 1974 Sołżenicyn napisał, że przy budowie kanału zginęło 250 tys. ludzi – jeden człowiek na metr wybudowanego kanału. Taka też wersja przyjmowana jest niekiedy na Zachodzie. Najnowsze publikacje jednak przytaczają mniejsze liczby. Według Anne Applebaum liczba zmarłych przy budowie mogła sięgnąć 25 tys. osób. Liczba ta nie obejmuje zwolnionych z uwagi na choroby lub wypadki, którzy zmarli wkrótce potem. Iwan Czuchin, pułkownik milicji i dziennikarz, mający dostęp do dokumentów źródłowych, w książce Kanałoarmiejcy  mówi o 50 tys. ludzi. W innych dokumentach pojawia się liczba 84 504 osób. Część ofiar zginęła w wypadkach, część zamordowano, część zaś rozstrzelano. Statystyki nie obejmują jednakże wolnych budowniczych zmarłych śmiercią naturalną, w wyniku choroby, podczas transportu lub w trakcie późniejszego odbywania wyroku w łagrach.

## Locjakanału

Mapa przebiegu drogi wodnej Morze Białe-Morze Bałtyckie

Kanał łączy Morze Białe z jeziorem Onega. Jego długość wynosi 227 kilometrów, ma 19 śluz, pokonuje wzniesienie 103 m najpierw w górę, potem 70 m w dół. Przejście jachtem zajmuje około 3 dni. Można płynąć w tempie ekspresowym też nocą, bowiem wszystkie śluzy są czynne 24 godziny na dobę, a ważniejsze znaki nawigacyjne pokazują światła. Kanał biegnie środkiem tajgi. W miasteczkach położonych nad brzegami jezior są keje i możliwość zaopatrzenia się w lokalnym sklepie w najpotrzebniejsze towary.
Drogę wodną stanowi sieć połączonych śluzami jezior, tylko miejscami płynie się przekopanym kanałem szerokości ok. 40 m. Na niektórych jeziorach można postawić żagle, trzeba się jednak nastawić na częste używanie silnika. Śluzy często dwukomorowe, pokonujące nieraz po paręnaście metrów różnicy, są szerokie (około 20 m). Śluzowanie nie trwa dłużej niż 10–15 min.
Rosyjskie znaki żeglugi śródlądowej nieznacznie różnią się od polskich znaków śródlądowych: strona lewa jest czarna, a prawa czerwona, natomiast znaki kardynalne są biało-czarne. Na każdym jeziorze jest dokładnie oznaczony farwater.
Na kanale obowiązuje zakaz fotografowania. Na jacht obowiązkowo zabiera się pilota. Jeden pilot prowadzi z Biełomorska do Pietrozawodska, gdzie następuje zmiana na drugiego pilota, który prowadzi do Petersburga. Wraz z pilotem na jacht obowiązkowo należy zabrać radiotelefon UKF z rosyjskimi częstotliwościami śródlądowymi, potrzebne mapy jezior, oraz dokładny atlas kanału. Płynąc kanałem mija się zaledwie jeden zwodzony wiadukt kolejowy w okolicy Biełomorska, a brak innych instalacji nad kanałem (nisko wiszące kable, mosty) umożliwia rejs z podniesionym masztem, dopiero na rzekach Świr i Newie napotyka się na liczne mosty, które jednak również są podnoszone.
Przypuszczalne wymiary minimalne śluz to 135 m długości, 14,3 m szerokości, 4 m głębokości.

## Ruch na kanale

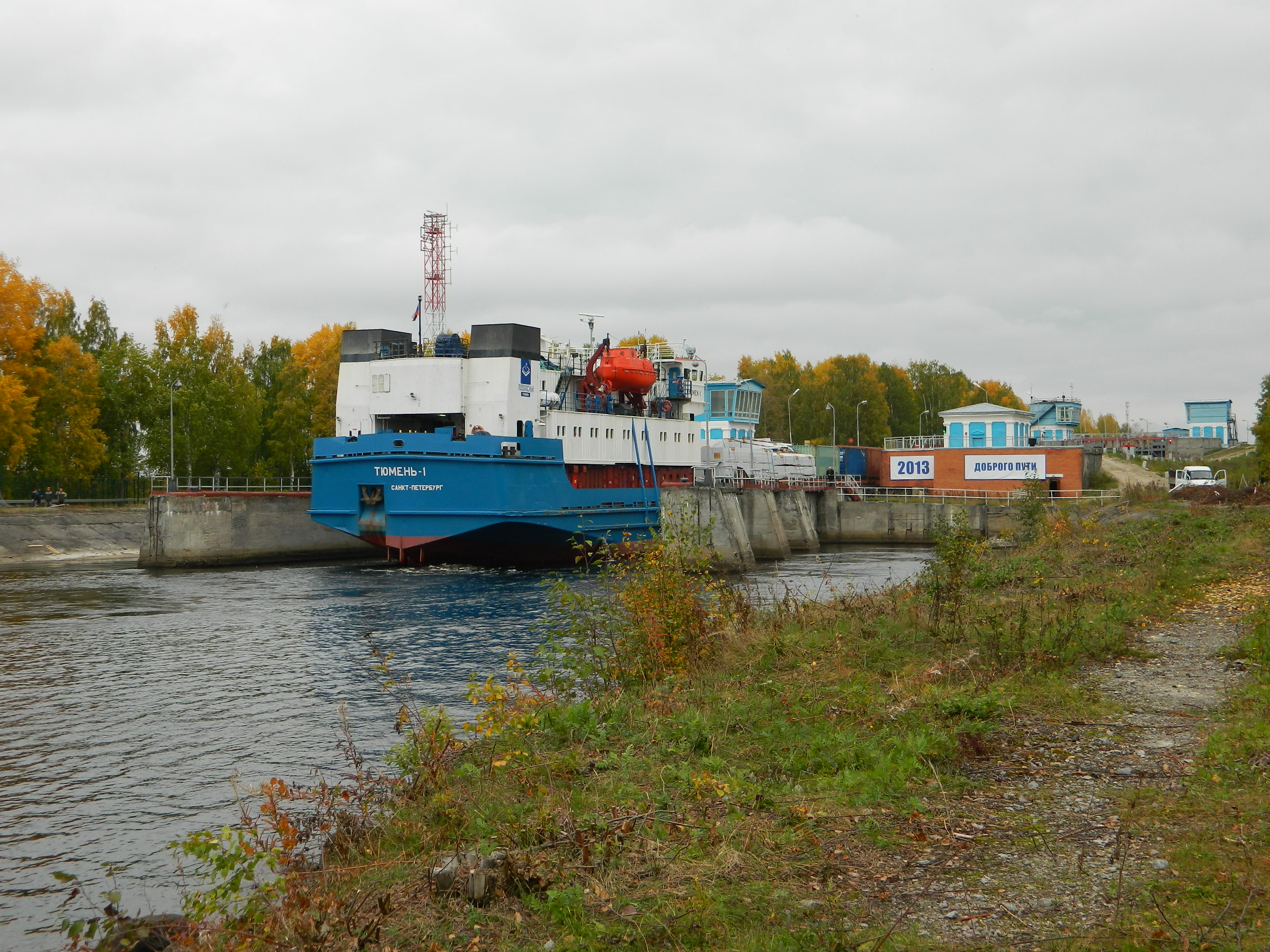
Frachtowiec wpływa do śluzy nr 1

Kanał Białomorsko-Bałtycki stanowił istotny element śródlądowych dróg wodnych ZSRR, pozwalając na tani, a przy tym stosunkowo szybki transport ładunków masowych z północy kraju, np. w 1964 r. statek „Bałtyk-18” z ładunkiem apatytów z Półwyspu Kolskiego przepłynął do Baku trasą Morze Barentsa – Morze Białe – Kanał Białomorsko-Bałtycki – Kanał Wołżańsko-Bałtycki – rzeka Wołga – Morze Kaspijskie w 15 dni. Obliczono, że koszt transportu wypadł o 30% taniej niż koleją. W 1985 r. ruch na kanale wyniósł 7,3 miliona ton. Utrzymywał się na tym poziomie przez następnych pięć lat, potem się zmniejszył. We wczesnych latach XXI wieku wielkości te zaczęły znów rosnąć, lecz pozostają ciągle niskie w porównaniu do wartości szczytowych, np. 283 400 ton w 2001, lub 314 600 ton w 2002.
Dziś kanał pozwala przewozić głównie ciężkie lub pokaźnych rozmiarów towary z zagłębi przemysłowych Rosji na Morze Białe, a następnie na statkach morskich do północnych portów syberyjskich. Przykładowo, w lecie 2007 spora część wyposażenia Rosnieftu – koncernu eksploatującego złoża ropy naftowej i gazu pola Wankor na Syberii – została dostarczona przez statek Amur-1516 z Dzierżyńska nad Oką poprzez Kanał Wołżańsko-Bałtycki i przez Kanał Białomorski do Archangielska, a stamtąd przez oceaniczny statek Kapitan Danilkin do Dudinki nad Jenisejem.